# CMYK PLAYING CARDS
CMYK PLAYING CARDSは、トランプの種類の1つ。英米式カードをベースにしている。

## 特徴

### スート
スートに関しては本作の4種類の基本カードには「スペード」「ハート」「ダイヤ」「クラブ」は使用されておらず、4種類の基本カードには「CYAN」「MAGENTA」「YELLOW」「BLACK (KEY)」が使用されている。ACEには「CYAN」なら「C」の文字、「MAGENTA」なら「M」の文字、「YELLOW」なら「Y」の文字「BLACK (KEY)」なら「K」の文字が載っている。

### 数字など
本作の4種類の基本カードには「JACK」「QUEEN」「KING」は存在する。しかし本作の4種類の基本カードには「2」「3」「4」「5」「6」「7」「8」「9」「10」は存在せず、代わりに「20%」「30%」「40%」「50%」「60%」「70%」「80%」「90%」「100%」が存在する。

### その他
本作には「JOKER」も存在する。本作の4種類の基本カードには色が存在し、「CYAN」ならシアン系統の色、「MAGENTA」ならマゼンタ系統の色、「YELLOW」なら黄色系統の色、「BLACK (KEY)」なら黒系統の色をしている。色の濃度は数字によって異なり「20%」なら薄い方だが「100%」だと濃い方である。「JACK」「QUEEN」「KING」の色の濃度は「100%」と同じだが「JACK」「QUEEN」「KING」にはラインが載っており「JACK」「QUEEN」「KING」ではラインの太さが異なる。